# Code judiciaire
Lire en ligne

texte intégral

Le Code judiciaire (néerlandais : Gerechtelijk wetboek) ou loi du 10 octobre 1967 est le code régissant l'organisation et la compétence des cours et tribunaux ainsi que la procédure en Belgique.

## Structure
Le Code judiciaire est divisé en huit parties : Une partie préliminaire (sans nom, juste avant la deuxième partie), « L'organisation judiciaire », « De la compétence », « De la procédure civile », « Saisies conservatoires, voies d'exécution et règlement collectif de dettes », « L'arbitrage », « La médiation », « Droit collaboratif ». 
Il est à noter qu'il existe des lois spéciales portant certaines dispositions, elles ont été adoptées après le 10 octobre 1967 mais ne rentrent dans aucune des 8 parties, on les reconnait au fait qu'elles ont une numérotation à part, qui ne suit pas celle du code judiciaire.
Ces parties peuvent être divisées en livres, puis en titre, en chapitre et en section. Elles sont accessibles en ligne.

## Contenu
L'ajout en 2018 de la huitième partie du code judiciaire a suscité de vives critiques étant donné qu'elle ajoute essentiellement des notions concernant les modes alternatifs de règlement des litiges (ou conflits / litiges). En effet beaucoup estiment qu'il aurait été plus sage de fusionner la sixième, septième et huitième partie en une seule.

### Compétence
« La compétence est le pouvoir du juge de connaître d'une demande portée devant lui »

— Article 8 du Code judiciaire.
Les règles de compétence définissent la répartition des procès entre les cours et tribunaux et l'aptitude du juge à connaître une demande portée devant lui.
On distingue la compétence matérielle (telle juridiction est compétente pour telle type de litige) de la compétence territoriale (telle juridiction est compétente si le litige a lieu à tel endroit).
Les règles de compétence matérielle sont dites d'ordre public, on ne peut y déroger que par une loi. En conséquence, chaque juge doit, au début de la procédure, c'est-à-dire au moment de l'introduction de la demande, vérifier s'il est compétent. La violation de ces règles par un juge peuvent entrainer la cassation du jugement par la Cour de cassation.
Les règles de compétence territoriale sont, en principe, supplétives de volonté, c'est-à-dire que les parties au procès peuvent convenir entre elles de choisir une autre juridiction que celle que la loi prévoit.

#### Les incidents de compétence
Lorsqu'une juridiction du premier degré, le tribunal de première instance sur appel du juge de paix ou le tribunal de commerce sur appel de juge de paix fait face à un problème de compétence, c'est le tribunal d'arrondissement qui décide de la juridiction compétente. Le déclinatoire de compétence peut à la fois être soulevée par une partie et par le juge.

### Procédure civile
Les règles de procédure définissent comment une solution est apportée aux litiges et comment cette solution est exécutée.